# انتخابگرنشین پفالتس
انتخابگرنشین پفالتس (به آلمانی: Kurfürstentum Pfalz یا Kurpfalz) : Kurpfalz یا پفالتس (به آلمانی: Pfalz) ایالتی در امپراتوری مقدس روم بود. گراف‌های پفالتس–راین از سال‌های دور به عنوان شاهزاده انتخابگر حکمرانی می‌کردند و این مسئله در حکم طلایی انجمن امپراتوری در سال  ۱۳۵۶ میلادی نیز تایید شد.
حدود این حاکمیت از کرانه باختری راین علیا و رشته‌کوه هونسروک در منطقه‌ای که امروز منطقه پفالتس در ایالت فدرال راینلاند-پفالتس آلمان و بخش‌های مجاور مناطق فرانسوی آلزاس و لورن است، تا اراضی کرانه شرقی راین در هسن و بادن-وورتمبرگ کنونی تا رشته کوه اودنوالد و منطقه جنوبی کرایشگائو ، شامل شهرهای پایتخت هایدلبرگ و مانهایم گسترده شده است.
گروف‌های پفالتس–راین در قلمروهای تحت قانون فرانک (در فرانکونیا ، سوابیا و راینلند) سمت جانشینان امپراتوری را بر عهده داشتند و در زمره مهم‌ترین شاهزادگان سکولار امپراتوری مقدس روم قرار گرفتند.
سال ۱۵۴۱ اتو هنری، انتخابگر پفالتس به لوتریانیسم گروید. اوج و زوال آنها با حکومت شاهزاده انتخابگر پالاتن فریدریش پنجم، شاهزاده انتخابگر پفالتس مشخص شده است که تاجگذاری او به عنوان پادشاه بوهم در سال ۱۶۱۹ باعث آغاز جنگ سی‌ساله شد. پس از صلح ۱۶۴۸ وستفالی، سرزمین‌های ویران‌شده بیشتر تحت تأثیر لشکرکشی‌های مجدد فرانسوی‌ها که توسط لوئی چهاردهم راه‌اندازی شد، در جنگ نه‌ساله به اوج خود رسید، آسیب دید. این انتخابگرنشین در اتحاد شخصی با انتخابگرنشین بایرن از سال ۱۷۷۷ به طور مشترک اداره میشد و سرانجام با میانجی‌گری پروس و الحاق توسط انتخابگرنشین بادن در ۲۷ آوریل ۱۸۰۳، پفالتس از میان رفت.